# Боярка 24
Бо́ярка 24 — крос-кантрі марафон на гірських велосипедах тривалістю 24 години, який один із перших виник на території колишнього СРСР.
Вперше марафон було проведено у 2004 році. Організатор — український велоклуб.
Місце проведення розташоване неподалік від міста Боярка Київської області. Під час велоперегонів 2010 р., що проходили в рамках святкування Міжнародного дня «Молодь проти паління, алкоголю та наркотиків» учасники протягом доби проїхали трасу на території лісового «трикутника» Боярка, Забір'я та Малютянка. Довжина траси — 14,6 км. Перемагає той, хто протягом доби проїде найбільше кіл. Зазвичай змагання проводиться у липні. У 2012 році Боярка 24 буде проводитися 21—22 липня. Велогонці притаманна своєрідна фестивальна атмосфера. Тому багато хто приїжджає з сім'ями, з друзями.
Щорічна кількість учасників марафону стрімко зростає. Для прикладу, у 2009 році кількість учасників становила понад 100, у 2010 році — понад 150, у 2011 році — понад 200.

## Категорії учасників
Існує чотири категорії учасників із гендерним розподілом:
- «Соло» — одноосібна участь з окремим заліком для чоловіків та жінок;
- «Пара» — команда із двох учасників;
- «Четвірка» — чоловіча команда із чотирьох учасників;
- «Мікст» — змішана команда із чотирьох учасників, із яких один учасник — жінка.